# BIGLEMON
BIGLEMON（ビッグレモン）は、2009年から運営されている日本の中古機械売買のマーケットプレイス。2019年5月に新進商事株式会社から株式会社KENKEYへ事業承継され、中古建設機械等の情報掲載サイトから、さまざまなはたらく機械を取り扱い、ウェブサイト上ですべての取引が完結するマーケットプレイスへとリニューアルした。リニューアル後は、同社の運営するはたらく機械の総合情報サイト「KENKEY」のコンテンツの一部として提供されている。

## 概要
BIGLEMONでは、バイヤー（購入者）が、事務局所定の審査を通過したセラー（出品者）の掲載する商品を購入できる。
建設機械15機種（油圧ショベル(ユンボ)、ミニ油圧ショベル(ミニユンボ)、タイヤショベル、ブルドーザー、ローラー、アスファルトフィニッシャー、グレーダー、クレーン、キャリアダンプ、環境機械、発電機、溶接機、投光器、コンプレッサー、パーツ/建機その他）
運搬車両14機種（平ボディ、バン、ウィング、冷凍車/保冷車、トラクター/トレーラー、クレーン車、ダンプ車、タンクローリー/ミキサー車、キャリアカー、重機運搬車、フォークリフト、高所作業車、バス、運搬車両その他
農業機械7機種（トラクター、田植え機、コンバイン、草刈り機、耕運機、発動機、農業機械その他）
に加え、アタッチメントや土木/建築資材の中から中古機械を検索・購入できる。

## サービスの特徴
- 検索から購入まですべてウェブサイト上で完結。[1]
- BIGLEMONの出品者は、追加の費用負担なしにヤフーオークションに商品を掲載できる。[2]
- 大手建機レンタル会社やファイナンス会社の所有する、通常はインターネット上に流通しない商品が特別に掲載される場合がある。[3]
- 提携先の三井住友ファイナンス&リース株式会社を通じて、BIGLEMONに掲載されている商品に分割払いの申込みができる（KENKEYファイナンス）。[4]
- 入金後、万が一商品が手元に到着しない場合は商品代金が返金される。[3]
- 提携する輸送業者を紹介するサービスがある（あんしん輸送サービス）。[3]
- 中古機械購入後のメンテナンスや修理を近くの修理業者へ依頼できる（修理・メンテナンスサービス）。[5]